# Нижній Гімалайський хребет

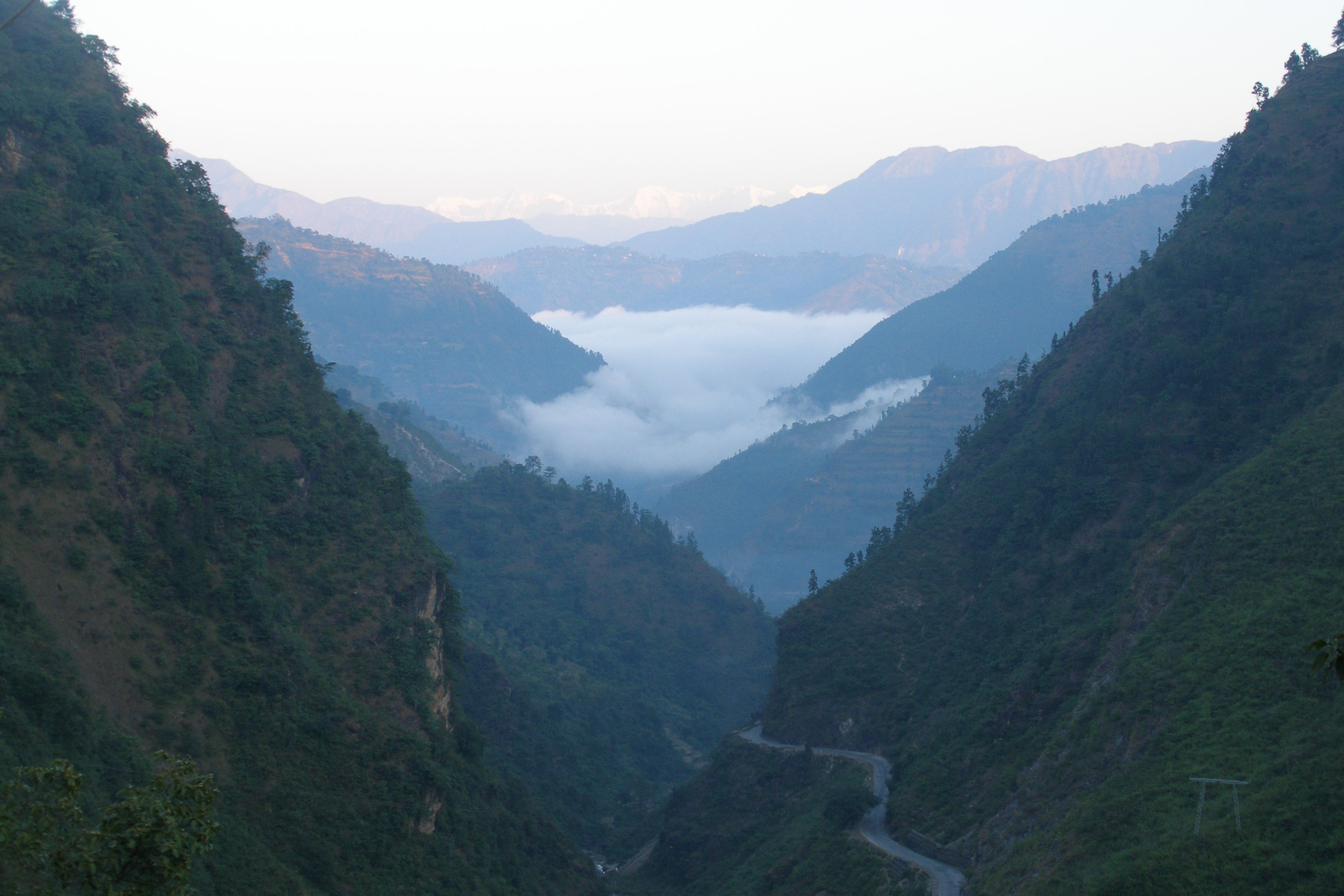
Гімалайські гори. Хімачальський хребет в Непалі.

Хімачалський  хребет ( неп. महाभारत पर्वत शृङ्खला   mahāvārat parbat shrinkhalā) — також називається  Нижнім Гімалайським хребтом або Малими Гімалаями. Це один з великих гірських хребтів. Гірський масив простягається  зі сходу на захід з висотами від 3700 до 4500 м (12000 до 14500 футів)  вздовж гребеня, паралельно значно вищих за висотою  Високих Гімалаїв від річки Інд у Пакистані через північ Індії, Непалу та Бутану, але потім на схід від Бутану  при наближенні до річки Брахмапутра  ці два хребти стає все важче розрізняти. На півдні паралельно  Хімачальському хребту  простягається хребет Шивалік або Курія (Зовнішня Гімалаї). Найбільший хребет Малих Гімалаїв Пір-Панджал.

## Передумови
Південні схили хребта Хімачал є крутими і майже не заселеними через велику систему розломів, яка називається "Основна рубіжна тяга". Гребінь і північні схили  відносно пологі, на схилах облаштовані високогірні  пасовища і терасові поля. Найбільш густонаселені Середні пагорби Непалу починаються вздовж гребеня, простягаючись на північ нижчими долинами та іншими «пагорбами». Заселеність території зменшується  з висот понад 2000 м, а вирощування зернових культур все частіше поступається місцем сезонним пасовищним та холодостійким культурам, таким як картопля.
Більшість етнічних груп,що зустрічаються є вздовж хребта Хімачал  на півночі і в середніх горах мають тибето-бірманську спорідненість включаючи непалське походження невар, Магар, Гурунг, Таманг, Рая і Лімби, однак найбільш густонаселеною етнічною групою є індоєвропейські індуси пахарі, головним чином верхніх каст Брахмана, Кшатрії або Четрі. Нижній ландшафт на південь від ескарпу був історично малярійним і населений, мабуть, аборигенними народами з еволюціонованим імунітетом, зокрема людьми Тару та Маїтілі.
Хімачальський хребет є важливим гідрографічним бар’єром через який проходить відносно невелика кількість річок. Дренажні системи мали розвинуту  конфігурацію канделябрів з численними притоками, що протікають на південь від Гімалаїв через Середні пагорби, збираючись безпосередньо на північ від хребта Хімачал і прорізуючи такі великі ущелини, як Карналі на заході, Гандакі або Нараяні в центральній частині Непалу та Косі. на сході.
Зі збільшенням температур до сорока градусів Цельсія на сонячних рівнинах Індії з квітня і до початку літнього мусону в червні, на хребті Хімчакал, де температура повітря на десять-п’ятнадцять градусів нижче використовувалися Індійськими Моголами та Британськими правителями як гірські станції та курорти для жаркого сезону. У Непалі чи Бутані немає гірських станцій, оскільки столиці розташовані на значній висоті від рівня моря і там  не буває великої спеки.